# Canberra International 2000
Die Canberra International 2000 (als Australia Capital International  2000) im Badminton fanden Ende April 2000 in Canberra statt.

## Sieger und Platzierte
| Disziplin    | Gold                                | Silber                        | Bronze                          |
| ------------ | ----------------------------------- | ----------------------------- | ------------------------------- |
| Herreneinzel | Ng Wei                              | Rio Suryana                   | Lee Hyun-il                     |
| Herreneinzel | Ng Wei                              | Rio Suryana                   | Agus Hariyanto                  |
| Dameneinzel  | Wang Chen                           | Kanako Yonekura               | Lenny Permana                   |
| Dameneinzel  | Wang Chen                           | Kanako Yonekura               | Rhona Robertson                 |
| Herrendoppel | Liu Kwok Wa Albertus Susanto Njoto  | David Bamford Peter Blackburn | Geoffrey Bellingham Chris Blair |
| Herrendoppel | Liu Kwok Wa Albertus Susanto Njoto  | David Bamford Peter Blackburn | John Gordon Daniel Shirley      |
| Damendoppel  | Chan Mei Mei Wang Chen              | Tammy Jenkins Rhona Robertson | Rayoni Head Kate Wilson-Smith   |
| Damendoppel  | Chan Mei Mei Wang Chen              | Tammy Jenkins Rhona Robertson | Jane Crabtree Kellie Lucas      |
| Mixed        | Albertus Susanto Njoto Chan Mei Mei | Yuzo Kubota Haruko Matsuda    | Peter Blackburn Rhonda Cator    |
| Mixed        | Albertus Susanto Njoto Chan Mei Mei | Yuzo Kubota Haruko Matsuda    | Daniel Shirley Tammy Jenkins    |